# 德雷諾瓦國家公園
40°35′0″N 20°48′0″E / 40.58333°N 20.80000°E

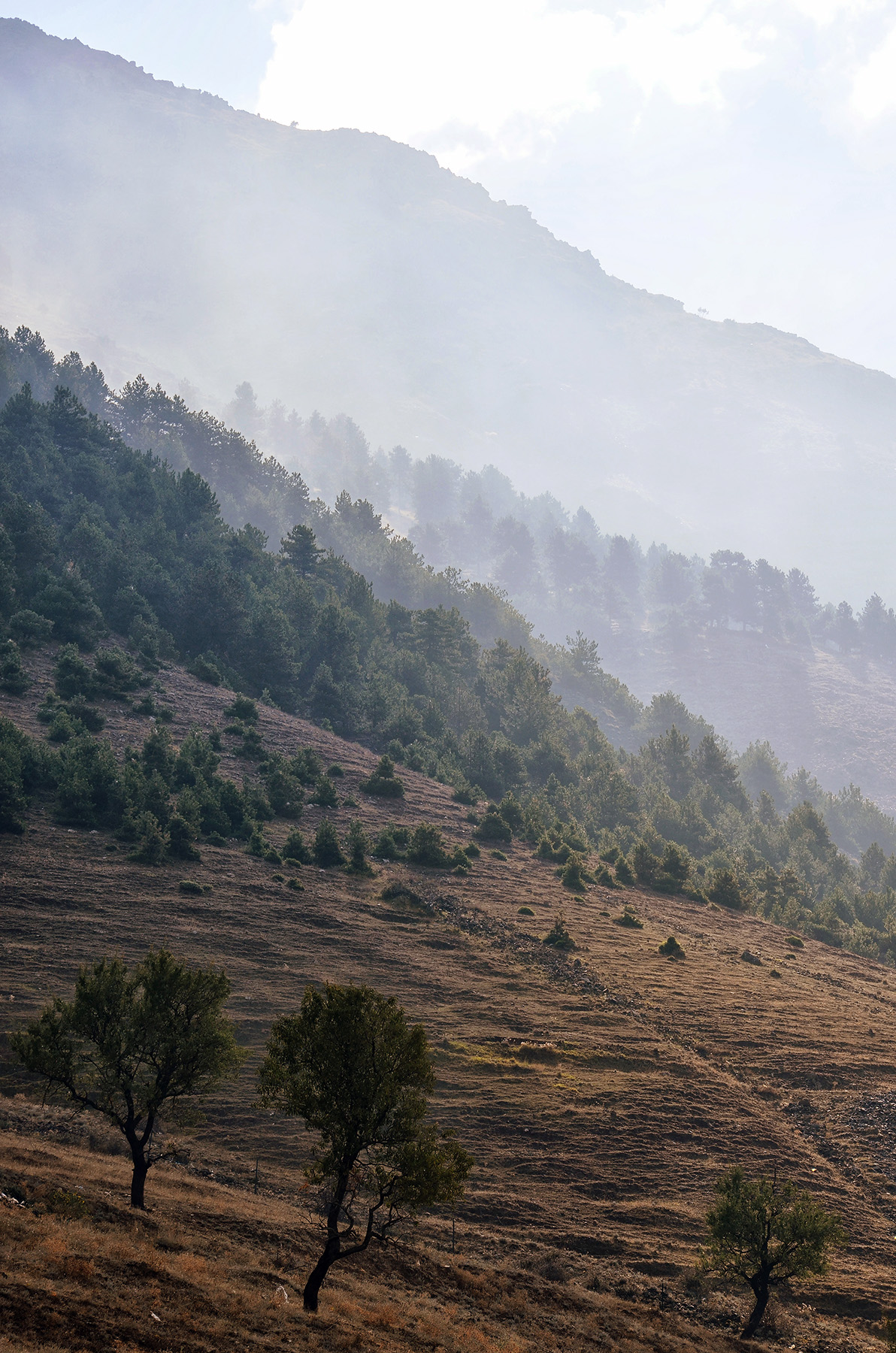

德雷諾瓦國家公園是阿爾巴尼亞的國家公園，位於該國東部，成立於1966年11月21日，處於科爾察附近，面積10.3平方公里，有溫帶闊葉混合林地貌。